# Château de Tourville
Le château de Tourville est une demeure, du XVIIIe siècle, qui se dresse sur le territoire de la commune française de Lestre, dans le département de la Manche, en région Normandie. L'édifice est partiellement inscrit au titre des monuments historiques.

## Localisation
Le château est situé, à un kilomètre au sud-est de l'église Saint-Martin de Lestre, dans le département français de la Manche.

## Historique
Le château est bâti en 1750 par la famille de Tourville, et il est acquis par Louis de La Couldre de La Bretonnière qui y résida attendant vainement de pouvoir occuper le château de la Bretonnière qu'il avait acquis en 1791 en viager.

## Description
Le château de Tourville, du XVIIIe siècle, se présente sous la forme d'un corps de logis avec en façade un pavillon en légère saillie, précédé d'un perron. Côté face arrière, un petit perron précède une porte-fenêtre, surmontée d'une autre ornée d'un balcon que soutiennent six consoles, le tout surmonté d'un fronton.

## Protection
Les façades et les toitures du château, ainsi que l'escalier avec sa cage ; la cour d'honneur avec sa terrasse maçonnée ; l'assiette du jardin classique comprenant le parterre d'agrément, le saut-de-loup ; la perspective et l'allée d'accès ; les façades et les toitures des deux bâtiments de communs bordant l'avant-cour, le chenil et l'ancien moulin - boulangerie avec son bief consistant en un canal aérien maçonné ainsi que le potager avec ses murs de clôture sont inscrits aux titre des monuments historiques par arrêté du 13 septembre 2006.